# Maximilien Muller
Pour les articles homonymes, voir Müller.
Ne doit pas être confondu avec Maximilian Müller.
Maximilien Muller est un acteur français. Il a été remarqué dans le rôle de Luc Boddet dans la série télévisée Ainsi soient-ils.

## Filmographie

### Télévision
- 2012 : Ainsi soient-ils (série) : Luc Boddet
- 2005 : Un amour à taire de Christian Faure : Petit-fils de Sara
- 2004 : La Petite Fadette de Michaëla Watteaux : Sylvinet Barbeau

### Cinéma
- 2007 : Ulzhan de Volker Schlöndorff : Éric